# Eduardo Sasha
Eduado Sacha (Porto Alegre, 24 februari 1992) is een Braziliaans voetballer. Hij begon zijn carrière bij Internacional in zijn thuisstad en bleef daar tot 2018. Wel werd hij twee keer uitgeleend. Na twee seizoenen bij Santos speelde hij drie jaar voor Altético Mineiro waarmee hij in 2021 de landstitel en de Copa do Brasil won. Sinds 2023 speelt hij voor Red Bull Bragantino. 